# Michael Ventris

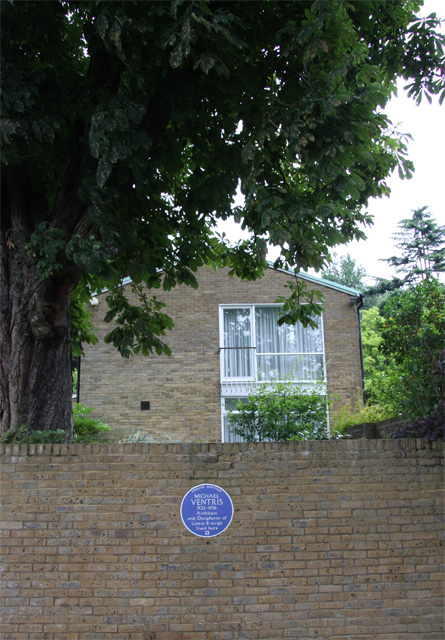
Ventris' huis van 1952 tot en met 1956. Hij heeft het samen met zijn vrouw, die ook architect was, ontworpen.

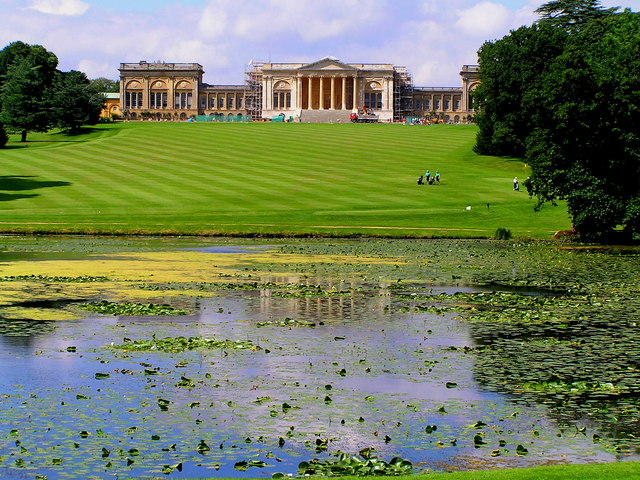
Stowe School.

Michael George Francis Ventris (Wheathampstead, 12 juli 1922 – 6 september 1956) was een Brits architect en classicus die samen met John Chadwick verantwoordelijk was voor de ontcijfering van het zogenaamde Lineair B.

## Biografie
Ventris kreeg zijn opleiding in Zwitserland en in de exclusieve Engelse Stowe School (in Buckinghamshire). Hij sprak zes Europese talen en beheerste daarnaast Latijn en Klassiek Grieks. In 1940 werd hij ingeschreven in de Architectural Association School of Architecture waar hij afstudeerde in 1948, nadat hij tijdens de Tweede Wereldoorlog zijn studie had onderbroken om als navigator te dienen bij de Royal Air Force. Enkele jaren na de ontcijfering van het Lineair B in 1951 - 1953, kwam Ventris op 34-jarige leeftijd om het leven door een auto-ongeval.

## Lineair B
Aan het begin van de 20e eeuw begon Sir Arthur Evans (1851 – 1941) aan de opgravingen te Knossos, een prehistorische stad op het Griekse eiland Kreta. Tijdens de opgravingen werden een groot aantal kleitabletten gevonden, beschreven in een onbekend schrifttype. Sommige daarvan waren beduidend ouder en werden bij gebrek aan een betere term Lineair A genoemd. Het merendeel bleek echter van jongere datum, en kreeg ter onderscheiding de benaming Lineair B. Evans bleef tientallen jaren bezig met de ontcijfering ervan, echter zonder groot succes.
Voor een deel van de moeilijkheden daarbij was Evans zelf verantwoordelijk. Hij was sterk bevooroordeeld over de aard van de Kretenzische beschaving en was er vast van overtuigd dat het Lineair B de schriftelijke neerslag was van een voor-Griekse taal die hij het "Minoïsch" noemde. Omdat zijn aanzien en invloed in de academische wereld erg groot was, slaagde hij erin ieder onderzoek naar de mogelijkheid, dat de onbekende taal weleens een vroege fase van het Grieks kon zijn, af te remmen, ook al waren er bepaalde aanwijzingen die in die richting wezen.

## De ontcijfering
Ventris ontwikkelde aanvankelijk de theorie dat het Etruskisch en het "Minoïsch" verwant waren, en dat deze verwantschap weleens de sleutel tot de ontcijfering kon bieden. Ook al werd deze theorie ontkracht, toch bleef Ventris in deze richting verder denken tot in de vroege jaren 50 van vorige eeuw.
Kort na de dood van Evans merkte de Amerikaanse archeologe Alice Kober op dat bepaalde woorden in de Lineair B-teksten wisselende woorduitgangen vertoonden. Wees dit misschien op naamvalsuitgangen, zoals in het Latijn en het Grieks?
Vertrekkend van deze vaststelling, stelde Ventris een aantal "roosters" op waarmee hij de symbolen op de kleitabletten associeerde met klinkers en medeklinkers. Zonder daarbij te weten over welke specifieke spraakklanken het ging, deed hij daarbij genoeg kennis op over de onderliggende structuur van de taal om op een verantwoorde manier een gokje te wagen.
Een aantal Linear B-tabletten was ook op het Griekse vasteland ontdekt. Er was reden om aan te nemen dat sommige symbolenreeksen op de tabletten namen waren, en Ventris stelde vast dat bepaalde namen enkel voorkwamen op tabletten die op Kreta waren gevonden. Dus, dacht hij, verwezen die namen naar plaatsen op het eiland, en dit bleek een juiste gok. Met een lijst van de symbolen die hij reeds had ontcijferd, slaagde Ventris er nu in grote gedeelten van de tekst te "lezen" en op die manier bewees hij dat de taal die schuil ging achter het Lineair B effectief Grieks was. Deze ontdekking bracht Evans’ theorie over de Minoïsche cultuurgeschiedenis aan het wankelen, en bewees dat de beschaving van Kreta, ten minste in een latere fase die samenviel met de Lineair B tabletten, diende geassocieerd te worden met het Myceense Griekenland.

## Referentie
- meerdere auteurs (2008). Verrassende verhalen uit de geschiedenis. The Reader's Digest, Amsterdam/Brussel, pp. 195-200. ISBN 9789064078149. Geraadpleegd op 9 september 2014.

- Bibsys: 90573350
- Biblioteca Nacional de España: XX1476096
- Bibliothèque nationale de France: cb12167928d (data)
- CiNii: DA02697816
- Gemeinsame Normdatei: 118767976
- International Standard Name Identifier: 0000 0001 1029 1516
- Library of Congress Control Number: n84040328
- Bibliotheek van het Japanse parlement: 00621595
- Nationale Bibliotheek van Tsjechië: jo2015871067
- Nationale Bibliotheek van Israël: 987007269405805171
- Nationale Bibliotheek van Polen: a0000001932294
- Nederlandse Thesaurus van Auteursnamen: 069643016
- Réseau des bibliothèques de Suisse occidentale: 02-A003936250
- Istituto Centrale per il Catalogo Unico: CFIV078030
- LIBRIS: 99510
- Système universitaire de documentation: 030216575
- Virtual International Authority File: 71431139
- WorldCat: E39PBJcc8VB7Mvm8qrm7QjPfbd